# Lumea Disc
Lumea Disc (denumire originală Discworld) este o serie fantasy umoristică a autorului englez Sir Terry Pratchett, a cărei acțiune se petrece pe Lumea Disc, o lume plată care stă pe spinarea a patru elefanți purtați de o gigantică țestoasă, Marele A'Tuin. Cărțile parodiază fecvent (sau se inspiră din) operele lui J. R. R. Tolkien, Robert E. Howard, H. P. Lovecraft și William Shakespeare, precum și mitologia, folclorul și basmele, făcând deseori paralele între ele și problemele culturale, politice și științifice curente.
De la apariția primului roman, Culoarea magiei (1983), au fost publicate 38 de cărți Lumea Disc la data de septembrie 2010, dintre care cinci se adresează adolescenților. Edițiile britanice originale ale primelor 26 de romane, până la Thief of Time (2001), au ilustrația copertei realizată de Josh Kirby. Edițiile americane, publicate de Harper Collins, au folosit propriile ilustrații, în timp ce edițiile românești au folosit ilustrațiile britanice originale, cu excepția Copilului minune, a cărui copertă a fost realizată de Dan Ghiordănescu. De la moartea lui Kirby, survenită în octombrie 2001, coperțile au fost realizate de Paul Kidby. Edițiile britanice recente nu mai folosesc ilistrațiile lui Kirby. Mai există șase povestiri (unele legate doar vag de Lumea Disc), trei cărți de popularizare a științei și o serie de cărți suplimentare și ghiduri cu referințe. Seria a fost adaptată pentru teatru, în jocuri pe calculator și a inspirat unele creații muzicale. Prima ecranizare pentru televiziune (Terry Pratchett's Hogfather) a fost lansată în perioada Crăciunului din 2006 de către Sky1. A doua, o ecranizare pentru televiziune în două părți (The Colour of Magic), a fost lansată pe 23 martie 2008 în Marea Britanie. A treia, tot o adaptare pentru televiziune în două părți (Going Postal), a fost lansată pe 30 și 31 mai 2010.
Ultimele cărți ale Lumii Disc au ajuns regulat în lista celor mai bine vândute cărți din The Sunday Times, făcând din Pratchett cel mai bine vândut autor britanic al anilor '90, fiind detronat ulterior de autoarea seriei Harry Potter, J.K. Rowling. Romanele Lumii Disc au câștigat premii cum ar fi premiul Prometheus și Medalia Carnegie. În sondajul Big Read realizat de BBC, patru cărți ale Lumii Disc se află în primele 100 de locuri, iar paisprezece în primele 200.

## Compoziție
Puține dintre romanele Lumii Disc sunt divizate în capitole, ele folosind în schimb fire narative intercalate. Pratchett este citat ca afirmând că "nu m-am priceput niciodată la capitole", adăugând ulterior că "a trebuit să le introduc în cărțile pentru adolescenți, deoarece editorul a strigat la mine până am făcut-o". Cu toate acestea, primul roman al Lumii Disc, Culoarea magiei, a fost împărțit în "cărți", lucru care s-a întâmplat și în cazul Piramidelor; Going Postal și Making Money conțin capitole, prolog, epilog și scurte aluzii la ceea ce urmează în fiecare capitol, în stilul lui A. A. Milne, Jules Verne și Jerome K. Jerome.

## Teme și motive
Îm romanele Lumii Disc există anumite teme și motive care apar pe tot parcursul seriei. Multe romane parodiază clișeele fantasy din basme (mai ales Prin cele străinătăți), poveștile cu vrăjitoare și vampiri (Carpe Jugulum) și așa mai departe. Printre temele recurente se numără și analogiile făcute la probleme lumii reale, cum ar fi religia (Zei mărunți), afacerile și politica (Making Money), sau la genurile muzicale ca opera (Maskerade) sau rock-ul (Soul Music). Sunt parodiați și Shakespeare, Beatrix Potter, precum și unele filme. Evenimentele istorice majore, în special luptele, sunt folosite uneori ca fundament pentru situații banale sau cheie din poveștile Lumii Disc (Jingo, Piramide), la fel ca tendințele științifice, tehnologice și cultura pop (Imagini mișcătoare, Bărbați sub arme). În multe dintre romanele Lumii Disc sunt prezente teme umaniste, în seriile vrăjitoarelor și a lui Tiffany Aching punându-se accentul pe abilitățile intelectuale critice.

## Fire narative
Într-o măsură mai mică sau mai mare, poveștile Lumii Disc sunt opere de sine stătătoare a căror acțiune se petrece în același univers fantastic. Cu toate acestea, o serie de romane și povestiri pot fi grupate laolaltă într-un arc narativ care relatează despre unele personaje și evenimente, o parte dintre cărți făcând referire la evenimente anterioare (sau, uneori, ulterioare). Personajele principale ale seriei Lumea Disc sunt:

### Vânturache
Vânturache este primul protagonist al Lumii Disc: un vrăjitor fără vreo abilitate sau calificare vrăjitorească și neinteresat de acte de eroism. Este arhetipul lașului, dar are mereu parte de aventuri extrem de periculoase. În The Last Hero, el declară resemnat că nu vrea să se alăture unei expediții care să exploreze ce este dincolo de Marginea Discului, dar afirmă că protestele sale sunt inutile, deoarece va apărea ceva care să îl aducă alături de acea expediție. El nu numai că reușește să rămână în viață, dar salvează de câteva ori Lumea Disc.
Printre alte personaje prezente în poveștile cu Vânturache se numără: Cohen Barbarul, un erou bătrân din tradiția clasică fantasy, anacronic în lumea modernă și luptând în continuare, în ciuda vârstei sale înaintate; Doflori, un turist naiv din Imperiul Agatean (inspirat de culturile Extremului Orient, în special China și Japonia); Bagajul, un accesoriu de călătorie semi-inteligent, nărăvaș, cu multe picioare, făcut din lemn de păr înțelept. Vânturache a apărut în șase romane ale Lumii Disc, precum și în trei cărți din Science of Discworld.

### Moartea
Moartea apare în toate romanele, cu excepția Scoțidușilor liberi, având uneori puține replici sau chiar niciuna. Așa cum o cere tradiția, are șapte picioare înălțime, este un schelet îmbrăcat cu robă neagră și stă pe spatele unui cal alb (numit Binky). Replicile sale sunt scrise cu majuscule și unele personaje au declarat că vocea Morții pare a se forma direct în capul lor, fără ca sunetul să le treacă în prealabil prin urechi.
Fiind o personificare antropomorfică a morții, Moartea este responsabilă cu călăuzirea sufletelor din lumea aceasta în cealaltă. Îndeplinind slujba aceasta de milenii, a căpătat o fascinație pentru tot ce ține de oameni, ajungând până acolo încât și-a construit o casă în dimensiunea ei.

### Vrăjitoarele
Vrăjitoarelor din universul lui Pratchett le lipsesc mare parte din caracteristice oculte moderne (deși Pratchett se folosește deseori de narațiunile sale pentru a satiriza conceptul de vrăjitorie), fiind niște femei înțelepte care se ocupă de plante și vindecări. Asta nu înseamnă că femeile de pe Disc nu pot folosi magia; pur și simplu preferă să nu o facă, considerând că e mai simplu și eficient să folosească psihologia (numită deseori "mintologie").
Principalele vrăjitoare ale seriei sunt Buna Batevreme, care la prima vedere pare o cotoroanță acrită și tăcută, din ținutul muntos Lancre. Ea disprețuiește oamenii în general, dar își ia în serios rolul de vindecătoare și protectoare deoarece nimeni altcineva nu ar putea face acest lucru mai bine ca ea. Cea mai bună prietenă a ei este Țața Ogg, o vrăjitoare veselă căreia îi place să fumeze și să bea bere, lucru care o face deseori să cânte cântece populare. Cele două iau în slujba lor ucenice, la început pe Magrat Usturoi, apoi pe Agnes Nitt și pe Tiffany Aching, care vor deveni vrăjitoare de sine stătătoare și, în cazul lui Magrat, Regină de Lancre.
Alte personaje ale seriilor cu vrăjitoare sunt: Regele Verence II din Lancre, un fost bufon; Jason Ogg, fiul cel mai mare al Țaței Ogg, fierar; Shawn Ogg, fiul cel mai mic al Țaței, care a intrat în serviciul militar și civil al țării; pisica Țaței, Greebo. Vrăjitoarele au apărut în multe cărți ale Lumii Disc inclusiv în povestirea The Sea and Little Fishes, istoriile lor fiind deseori inspirate de folclorul european sau de basme și parodiind opere literare faimoase, în special pe cele ale lui Shakespeare. Ca personaje principale au apărut doar în șapte volume:
1. Magie de ambe sexe
2. Stranii surate
3. Prin cele străinătăți
4. Seniori și doamne
5. Maskerade
6. Carpe Jugulum
7. The Sea and Little Fishes

### Garda Orașului
Narațiunile în care apare Garda Orașului Ankh-Morpork au loc într-un cadru urban și deseori prezintă conflictele care apar între o lume fantastică condusă de magie, cum e Lumea Disc, și tehnologia și civilizația modernă. Ele descriu creșterea Gărzii Orașului Ankh-Morpork de la o trupă amărâtă de trei oameni la o forță polițienească eficientă și bine înarmată. Poveștile prezintă proceduri polițienești, cuprinzând fărădelegi care influențează grav politica și societatea.
Personajul principal este Sam Vimes, un polițist muncitor, speriat și cinic, pe care îl întâlnim pentru prima dată în Gărzi! Gărzi! și care este Căpitanul alcooloc al Gărzii Orașului care cuprinde două persoane: leneșul, lașul și nu prea inteligentul Sergent Fred Colon și Caporalul Nobby Nobbs, un fel de hoț în felul său. Ulterior, lor li se alătură Morcove Îînfundăsson, un pitic-prin-adopție înalt de 6 picioare, care ajută Garda să salveze orașul de un dragon și care se dovedește a fi posibilul moștenitor de drept al tronului din Ankh-Morpork. Patricianul va decide să îi permită lui Vimes crearea unei forțe polițienești adevărate.
Alte peronaje sunt: Angua, un vârcolac; Detritus, un trol; Reg Shoe, un zombi; Cuddy, un pitic ce apare în Bărbați sub arme; golemul Constable Dorfl; Cheery Littlebottom, unul dintre primii pitici care e în mod cert femeie (și care vrea să își schimbe numele în "Cheri", dar fără succes); soția lui Sam, Lady Sybil Vimes (născută Ramkin)]]; Havelock Vetinari, Patricianul din Ankh-Morpork. Garda Orașului a apărut în opt cărți ale Lumii Disc, fiind întâlnită episodic și în altele, inclusiv în cartea pentru copii Where's My Cow? și în povestirea Theatre of Cruelty.
Pratchett a declarat în diferite ocazii că prezența Gărzii Orașului face ca poveștile despre Ankh-Morpork să fie 'problematice', deoarece narațiunile a căror acțiune se petrece în oraș și nu îi implică direct pe Vimes și Garda necesită deseori prezența Gărzii pentru a păstra cursul povestirii - moment în care devine, implicit, o poveste despre Gardă.

### Vrăjitorii
Vrăjitorii Universității Nevăzute au reprezentat un element de bază în multe romane ale Lumii Disc, deși singurele cărți dedicate în întregime lor sunt cele din seria Science of the Discworld și romanele Unseen Academicals și The Last Continent. În primele cărți, componența Universității Nevăzute s-a schimbat frecvent, deoarece ajungerea în vârf implica de obicei asasinate. Totuși, odată cu ocuparea postului de Arhicancelar de către bombasticul Mustrum Ridcully, ierarhia a fost stabilizată și personajelor li s-a dat ocazia să se dezvolte. În primele cărți, vrăjitorii se confruntau în principal cu posibila invazie a creaturilor din Dimensiunile Subterane, monștri lovecraftieni flămânzi după magia și potențialul Lumii Disc.
Vrăjitorii Universității Nevăzute folosesc genul tradițional de magie din jocurile Dungeons & Dragons, dar investighează principiile și structura magiei și în termeni de fizica particulelor elementare. Printre membri marcanți se numără Ponder Stibbons, un vrăjitor tânăr; Hex, prima ființă artificială semi-inteligentă; Bibliotecarul, transformat într-un urangutan în urma unui accident magic; Decanul; Trezorierul; Conferențiarul de la Rune Moderne; Șeful de promoție. În ultimele romane grupului i se alătură și Vânturache, Decanul plecând pentru a deveni Arhicancelarul unui alt colegiu.
Vrăjitorii sunt prezenți cu precădere în nouă romane ale Lumii Disc, apărând și în seria Science of Discworld și în povestirea A Collegiate Casting-Out of Devilish Devices.

### Tiffany Aching
Tiffany Aching este o tânără ucenică vrăjitor și starul unei serii de cărți din Lumea Disc dedicată adolescenților. Poveștile ei conțin deseori misiuni ale eroilor mitici, dar prezintă și dificultățile întâmpinate de Tiffany în procesul maturizării. În munca ei este ajutată de un grup de spirite albastre, însetate, lăudăroase, înalte de 6 inci, numite "Scoțidușii liberi" și care au rolul de paznici. În cărțile acestea apar atât Buna Batevreme, cât și Țața Ogg. Alte personaje ale seriei sunte Miss Tick, Annagramma Hawkin, Petulia Gristle și Rob Anybody.
Din aceastǎ subserie au apǎrut patru romane pânǎ acum:
1. Scoțidușii liberi
2. O pălărie plină de cer
3. Wintersmith
4. I Shall Wear Midnight

### Moist von Lipwig
Moist von Lipwig este un criminal profesionist și un om de încredere, căruia Havelock Vetinari îi dă o "a doua șansă", apreciind că abilitățile lui de hoț al tuturor comercianților ar ajuta la dezvoltarea orașului. După ce îl face răspunzător de Oficiul Poștal din Ankh-Morpork în Going Postal (cu rezultate foarte bune), Vetinari îi ordonă să curețe sectorul financiar corupt al orașului în Making Money. Pratchett are în plan o a treia carte, în care lui Lipwig i se ordonă să organizeze sistemul de taxe al orașului. Printre alte personaje ale seriei se numără Adora Belle Dearheart, logodnica acerbă a lui Lipwig, o fumătoare înrăită; Gladys, un golem care se îndrăgostește de Lipwig; Stanley Howler, un tânăr cu elemente autiste crescut de mazăre (nu "cu" mazăre, "de"), care devine primul colecționar de timbre al Lumii Disc.
Al patruzecilea volum al Lumii Disc anunțat, Raising Taxes, va fi a treia povestire cu Moist.

### Culturile Lumii Disc
O serie de cărți ale Lumii Disc, deși nu sunt efectiv legate una de alta, pot fi grupate sub titulatura "Alte culturi ale Lumii Disc". Deși ele pot conține personaje din seriile prezentate anterior, ele nu apar ca personaje principale ci, în cel mai bun caz, ca personaje secundare sau ca mici referințe fără importanță pentru acțiunea principală. Culturile/țările preiau caracteristicile personajelor acestor romane. Printre ele se numără Piramide (Djelibeybi), Zei mărunți (Omnia) și Monstrous Regiment (Mouldavia și Borogravia).

### Romane
| No. | Nume                                         | Anul apariției | Grupuri                                                                   | Note |
| --- | -------------------------------------------- | -------------- | ------------------------------------------------------------------------- | --- |
| 1   | Culoarea magiei                              | 1983           | Vânturache                                                                | clasată pe locul 93 în Big Read. |
| 2   | Lumină fantastică                            | 1986           | Vânturache                                                                | |
| 3   | Magie de ambe sexe                           | 1987           | vrăjitoarele, vrăjitorii                                                  | |
| 4   | Mort                                         | 1987           | Moartea                                                                   | A 65-a în Big Read |
| 5   | Copilul minune                               | 1988           | Vânturache, vrăjitorii                                                    | |
| 6   | Stranii surate                               | 1988           | vrăjitoarele                                                              | A 135-a în Big Read |
| 7   | Piramide                                     | 1989           | Culturile Lumii Disc (Djelibeybi)                                         | câștigătoare a premiului British Science Fiction, 1989                                                                                |
| 8   | Gărzi! Gărzi!                                | 1989           | Garda Orașului                                                            | A 69-a în Big Read |
| 9   | Faust Eric                                   | 1990           | Vânturache                                                                | |
| 10  | Imagini mișcătoare                           | 1990           | Holy Wood, vrăjitorii                                                     | |
| 11  | Domnul cu coasa                              | 1991           | Moartea, vrăjitorii                                                       | A 126-a în Big Read |
| 12  | Prin cele străinătăți                        | 1991           | vrăjitoarele                                                              | A 197-a în Big Read |
| 13  | Zei mărunți                                  | 1992           | Culturile Lumii Disc (Omnia), Călugării Istoriei                          | A 102-a în Big Read |
| 14  | Seniori și doamne                            | 1992           | vrăjitoarele, vrăjitorii                                                  | |
| 15  | Bărbați sub arme                             | 1993           | Garda Orașului                                                            | A 148-a în Big Read |
| 16  | Soul Music                                   | 1994           | Moartea, Susan Sto Helit, vrăjitorii                                      | A 151-a în Big Read |
| 17  | Interesting Times                            | 1994           | Vânturache, vrăjitorii                                                    | |
| 18  | Maskerade                                    | 1995           | vrăjitoarele                                                              | |
| 19  | Feet of Clay                                 | 1996           | Garda Orașului                                                            | |
| 20  | Hogfather                                    | 1996           | Moartea, Susan Sto Helit, vrăjitorii                                      | A 137-a în Big Read; nominalizată la premiul British Fantasy, 1997                                                                    |
| 21  | Jingo                                        | 1997           | Garda Orașului                                                            | |
| 22  | The Last Continent                           | 1998           | Vânturache, vrăjitorii                                                    | |
| 23  | Carpe Jugulum                                | 1998           | vrăjitoarele                                                              | |
| 24  | The Fifth Elephant                           | 1999           | Garda Orașului                                                            | A 153-a în Big Read; Nominalizare la premiul Locus, 2000                                                                              |
| 25  | The Truth                                    | 2000           | The Ankh-Morpork Times, Garda Orașului                                    | A 193-a în Big Read |
| 26  | Thief of Time                                | 2001           | Moartea, Susan Sto Helit, Călugării Istoriei                              | A 152-a în Big Read; nominalizată la premiul Locus, 2002                                                                              |
| 27  | The Last Hero                                | 2001           | Vânturache, vrăjitorii, Garda Orașului                                    | Publicată în format mare și ilustrată în întregime de Paul Kidby                                                                      |
| 28  | Uluitorul Maurice și rozătoarele lui educate | 2001           | Überwald                                                                  | O carte pentru adolescenți; câștigătoare a Medaliei Carnegie în 2001                                                                  |
| 29  | Night Watch                                  | 2002           | Garda Orașului, Călugării Istoriei                                        | A primit premiul Prometheus în 2003; a 73-a în Big Read; nominalizată la premiul Locus, 2003                                          |
| 30  | Scoțidușii liberi                            | 2003           | Tiffany Aching, vrăjitoarele                                              | A doua carte pentru adolescenți |
| 31  | Monstrous Regiment                           | 2003           | Culturile Lumii Disc (Borogravia), Garda Orașului, The Ankh-Morpork Times | Titlul face referire la The First Blast of the Trumpet Against the Monstrous Regimen of Women; nominalizată în 2004 la premiul Locus. |
| 32  | O pălărie plină de cer                       | 2004           | Tiffany Aching, vrăjitoarele                                              | A treia carte pentru adolescenți |
| 33  | Going Postal                                 | 2004           | Moist von Lipwig                                                          | Nominalizată la premiile Locus și Nebula, 2005                                                                                        |
| 34  | Thud!                                        | 2005           | Garda Orașului                                                            | Nominalizată la premiul Locus, 2006                                                                                                   |
| 35  | Wintersmith                                  | 2006           | Tiffany Aching, vrăjitoarele                                              | A patra carte pentru adolescenți |
| 36  | Making Money                                 | 2007           | Moist von Lipwig                                                          | Câștigătoare a premiului Locus, nominalizată la premiul Nebula, 2008                                                                  |
| 37  | Unseen Academicals                           | 2009           | vrăjitorii, Vânturache, Nutt                                              | Nominalizată la premiul Locus, 2010                                                                                                   |
| 38  | I Shall Wear Midnight                        | 2010           | Tiffany Aching, vrăjitoarele                                              | A cincia carte pentru adolescenți |
| 39  | Snuff                                        | 2011           | Garda Orașului (Sam Vimes)                                                | 13 octombrie 2011 în Marea Britanie                                                                                                   |
| 40  | Raising Taxes                                |                | Moist von Lipwig                                                          | |

#### Lucrări în pregătire
- Raising Taxes[17]
- Scouting for Trolls[18], titlul este o parodie a cărții Scouting for Boys.

### Povestiri
Pratchett a scris șase povestiri bazate pe Lumea Disc, precum și o altă povestire "Turntables of the Night", a cărei acțiune se petrece în Marea Britanie și în care apare Moartea:
- "Turntables of the Night" (1989); disponibilă online[19]
- "Troll Bridge" – în After The King: Stories in honour of J. R. R. Tolkien (1992); reeditată în The Mammoth Book of Comic Fantasy publicată de Mike Ashley (1998) ; disponibilă online[20]
- "Theatre of Cruelty" (1993); disponibilă online[21]
- "The Sea and Little Fishes" – în Legends (1998), antologie de nuvele a căror acțiune se petrece în cadrul unor cicluri fantasy populare, publicată de Robert Silverberg
- "Death and What Comes Next" (2002); disponibilă online[21]
- "A Collegiate Casting-Out of Devilish Devices" (2005); disponibilă online[22]

Patru dintre povestiri, împreună cu un miscelaneu din Lumea Disc (istoria jocului Thud, imnul național din Ankh-Morpork) au fost adunate într-o compilație a majorității operelor de mici dimensiuni ale lui Pratchett, intitulată Once More* With Footnotes.

### Hărți
Există patru "hărți": The Streets of Ankh-Morpork (1993), The Discworld Mapp (1995), A Tourist Guide to Lancre (1998) și Death's Domain (1999). Primele două au fost desenate de Stephen Player pe baza planurilor lui Pratchett și ale lui Stephen Briggs, a treia reprezintă o colaborare între Briggs și Kidby, iar ultima îi aparține lui Paul Kidby. Toate conțin broșuri scrise de Pratchett și Briggs.
Terry Pratchett a comentat: "Nu există hărți. Nu poți topografia simțul umorului."
Câteva locații de pe Lumea Disc au un echivalent în localitățile lumii reale. De exemplu, Wincanton din Somerset, Marea Britanie, este echivalentul orașului Ankh-Morpork, orașul fiind primul care chiar a dat străzilor sale denumiri preluate din echivalentul lor ficțional.

### Lucrări știițifice
Pratchett a colaborat cu matematicianul Ian Stewart și cu omul de știință Jack Cohen la trei cărți care folosesc Lumea Disc pentru popularizarea științei. În fiecare carte alternează capitole din poveștile Lumii Disc cu știința reală asociată acestora. Aceste cărți sunt:
- The Science of Discworld (1999)
- The Science of Discworld II: The Globe (2002)
- The Science of Discworld III: Darwin's Watch (2005)

### Cărți concurs
David Langford a realizat două cărți-concurs ale Lumii Disc:
- The Unseen University Challenge (1996) - care parodiază emisiunea concurs University Challenge
- The Wyrdest Link (2002) - care parodiază emisiunea concurs Veriga slabă

### Jurnale
De-a lungul anilor au apărut o serie de Jurnale ale Lumii Disc și de Calendare, ambele pe anumite teme date.
Jurnalele conțin informații legate de tema prezentată, unele dintre ele folosite ulterior în cadrul seriei. Două idei notabile sunt cea a femeii asasin și cea a personajului Miss Alice Band, apărute inițial în Assassins' Guild Yearbook.
The Discworld Almanak – The Year of The Prawn are un format și un conținut asemănător jurnalelor.

### Alte cărți
Printre alte publicații legate de Lumea Disc se numără:
- The Discworld Companion (1994) - o enciclopedie a informațiilor din Lumea Disc, realizată de Pratchett și Briggs. O versiune adusă la zi a fost lansată în 2003 cu titlul The New Discworld Companion.
- The Discworld Portfolio (1996) - o antologie a ilustrațiilor lui Paul Kidby adnotată de Pratchett.
- Nanny Ogg's Cookbook (2002) - o carte de bucate cu rețete de pe Lumea Disc scrisă de Pratchett împreună cu Stephen Briggs și Tina Hannan.
- The Art of Discworld (2004) - o altă antologie a ilustrațiilor lui Paul Kidby.
- The Discworld Almanak (2004) - un almanah anual al Lumii Disc, în stilul jurnalelor și al cărții de bucate, scrisă de Pratchett împreună cu Bernard Pearson).
- Where's My Cow? (2005) - o carte ilustrată a Lumii Disc, menționată în Thud! și îh Wintersmith, scrisă de Pratchett și ilustrată de Melvyn Grant)
- The Unseen University Cut Out Book (2006) - construeiește-ți propria Universitate Nevăzută, scrisă de Pratchett împreună cu Alan Batley și Bernard Pearson și publicată pe 1 octombrie 2006.
- Wit and Wisdom of Discworld (2007) - o antologie cu citate din serie.
- The Folklore of Discworld (2008) - o colaborare cu folcloristul britanic Jacqueline Simpson, în care se discută despre miturile și folclorul de pe Lumea Disc.

## Ordinea lecturii
În afara citirii cărților în ordinea publicării, o altă abordare poate fi aceea de a le citi în ordinea cronologică a acțiunii.
Până la un punct, acțiunile cărților se petrec în timp real și vârsta personajelor se schimbă, reflectând trecerea timpului. Întâlnirea dintre diferitele personaje care aparțin unor fire narative separate (de exemplu, Ridcully și Buna Batevreme în Lords and Ladies, Vânturache și Morcove în The Last Hero) indică faptul că toate acțiunile principale se petrec în jurul aceleiași perioade de timp. Singura excepție o constituie Zei mărunți, a cărei acțiune se petrece cu aproximativ o sută de ani înaintea celorlalte.
Multe acțiuni (cum sunt cele din The Truth și Monstrous Regiment) sunt de sine stătătoare, dar, fără îndoială, sunt legate strâns de alte acțiuni. Multe povești "de sine stătătoare" prezintă transformarea orașului Ankh-Morpork intr-o metropolă tehnologică și magică, pe care cititorii o vor găsi asemănătoare orașelor lumii reale: de exemplu, The Truth povestește despre lansarea unui ziar al orașului, Ankh-Morpork Times.
Unele personaje principale au apariții episodice în alte cărți. De exemplu, membrii Gărzii Orașului Morcover Îiînfundăsson și Angua au o scurtă apariție în Going Postal și Making Money. O serie de personaje, cum ar fi membrii Universității Nevăzute și Lord Vetinari, apar în mai multe fire narative, fără a avea un rol individual.
Site-ul de specialitate al Lumii Disc, The L-Space Web Arhivat în 6 februarie 2010, la Wayback Machine., a realizat o ordine a lecturii ținând cont de diferitele fire narative și de intercalarea personajelor.

## Adaptări

### Teatru
15 romane ale Lumii Disc au fost adaptate pentru scenă sub bagheta lui Stephen Briggs (cu excepția romanului Lords and Ladies, adaptat de Irana Brown), fiind realizate inițial de Studio Theatre Club din Abingdon, Oxfordshire. Printre ele se numără The Truth, Maskerade, Mort, Stranii surate și Gărzi! Gărzi! Adaptări ale romanelor Lumii Disc s-au jucat pe toate continentele, inclusiv în Antarctica.
O versiune de scenă după "Eric", realizată de Scott Harrison și Lee Harris, a fost jucată de The Dreaming Theatre Company în iunie/iulie 2003 în Clifford's Tower, fortăreața veche de 700 de ani din York. Spectacolul a fost reluat în 2004 în cadrul unui turneu prin Anglia, realizat alături de piesa The Antipope a lui Robert Rankin.

### Film și televiziune
Lumea Disc a fost destul de dificil de adaptat pentru cinematografie, mai ales din cauza complexității romanelor seriei – lui Pratchett i-a plăcut în mod deosebit anecdota cu un producător care a vrut să ecranizeze Mort la începutul anilor '90 și căruia finanțatorii americani i-au cerut "să renunțe la a privi lucrurile din perspectiva Morții".
Iată în continuare o listă a adaptărilor:
- Terry Pratchett's Hogfather - în Marea Britanie, Sky One a contractat o adaptare 'pentru televiziune' de 6 milioane de lire sterline după Hogfather, cu David Jason în rolul lui Albert, care a avut premiera pe 17/18 decembrie 2006, Terry Pratchett apărând episodic în rolul făuritorului de jucării.[26][27]
- Terry Pratchett's The Colour of Magic - bazată pe Culoarea magiei și Lumină fantastică, cu David Jason în rolul lui 'Vânturache'. Ecranizarea a fost lansată în Marea Britanie de Paște, în 2008, Terry Pratchett apărând și aici episodic în rolul unui Astrozoolog.[28]
- Terry Pratchett's Going Postal - produsă de by Sky1, cu Richard Coyle, David Suchet, Charles Dance, Claire Foy, Steve Pemberton, Andrew Sachs și Tamsin Greig. Terry Pratchett a apărut din nou într-un rol episodic, ca poștaș. Premiera a avut loc pe 30 și 31 mai 2010.
- Terry Pratchett's Unseen Academicals - începerea anunțată a producției fiind în 2011.[29]
- Lords and Ladies - o adaptare pentru fani realizată de Almost No Budget Films, realizată în Germania.[30]
- Run Rincewind Run! - o poveste originală creată de Snowgum Films pentru Nullus Anxietas, cu Troy Larkin în rolul lui Vânturache și cu Terry Pratchett interpretând propriul rol.
- Cosgrove Hall a realizat o adaptare de 6x30 de minute a două dintre cărți pentru Channel 4 în 1996. Acestea au fost disponibile în format DVD și VHS în SUA la Acorn Media, dar au ieșit din fabricație.
  - Soul Music – cu Christopher Lee în rolul Morții, Neil Morrissey și Graham Crowden. Primul episod a fost lansat pe 18 mai 1997, iar coloana sonoră a fost lansată pe CD.
  - Wyrd Sisters – cu Christopher Lee în rolul Morții, Annette Crosbie, June Whitfield, Jane Horrocks și Les Dennis. Primul episod a fost lansat pe 28 decembrie 1998.

Iată și o listă a adaptărilor aflate în faza de pre-producție:
- Troll Bridge - grupul australian Snowgum Films a finalizat filmarea, iar acum filmul se află în faza de post-producție.[31]
- The Wee Free Men - în ianuarie 2006 s-a anunțat că Sam Raimi va regiza o ecranizare pentru Sony Pictures[32][33], dar apoi acesta a trecut la alte proiecte.

### Radio
BBC a realizat câteva adaptări după poveștile Lumii Disc, printre care se numără cele după Stranii surate, Gărzi! Gărzi! (în lectura lui Martin Jarvis), Uluitorul Maurice și rozătoarele lui educate, Mort și Zei mărunți. Pe 27 februarie 2008, BBC Radio 4 a lansat prima parte din cele 5 ale adaptării după Night Watch, care au fost difuzate din nou în ianuarie 2010.

### Cărți audio
Majoritatea romanelor lui Pratchett au fost lansate și sub formă de audiobook. Pentru versiunile complete, cărțile de la 1 la 23 din lista de mai sus, cu excepția cărților 3, 6 și 9, sunt citite de Nigel Planer. A 3-a și a 6-a carte sunt citite de Celia Imrie, iar cartea a 9-a și majoritatea celor de la 24 încolo de Stephen Briggs. Versiunile prescurtate sunt citite de Tony Robinson. Fantastic audio a înregistrat și ea două romane ale Lumii Disc: Thief of Time și Night Watch.

### Benzi desenate
Culoarea magiei, Lumină fantastică, Mort și Gărzi! Gărzi! au fost adaptate sub formă de roman grafic.

## Mărfuri
În legătură cu aceste cărți s-au produs o serie de alte mărfuri. Înregistrările muzicale includ:
- Dave Greenslade: Terry Pratchett's From the Discworld, 1994 (Virgin CDV 2738.7243-8-39512-2-2).[34]
- Keith Hopwood: Soul Music-— Terry Pratchett's Discworld, 1998 (Proper Music Distribution / Pluto Music TH 030746), coloana sonoră a adaptării animate realizată după Soul Music.

Pratchett a fost co-autor a două extensii pentru RPG-ul Discworld, împreună cu Phil Masters:
- GURPS Discworld (re-editat ca The Discworld Roleplaying Game)
- GURPS Discworld Also

Jocuri video:
- The Colour of Magic (Sinclair ZX Spectrum, Commodore 64)
- Discworld MUD (Internet)
- Discworld (PC compatibil IBM/MS-DOS, Macintosh, PlayStation, Saturn)
- Discworld II: Missing Presumed...!? (Discworld II: Mortality Bytes! în America de Nord) (PC/Windows, PC/DOS, PlayStation, Saturn)
- Discworld Noir (PC/Windows, PlayStation)
- Discworld: The Colour of Magic (telefon mobil)

Tabla de joc Thud a fost creată de Trevor Truran, iar jocul de cărți Cripple Mr Onion reprezintă o adaptare realizată după romane.